# Birgit Hamer
Birgit Hamer (* 9. September 1957) ist ein ehemaliges deutsches Fotomodell.
Die Tochter von Ryke Geerd und Sigrid Hamer war 1976 die deutsche Kandidatin zur Wahl der Miss Universe. 1979 spielte sie in dem italienischen Film Amo non amo mit, neben Maximilian Schell und Jacqueline Bisset.
Seit ihr Bruder Dirk im Jahr 1978 ums Leben kam, setzte sie sich für die Verurteilung des als Todesschütze verdächtigten Vittorio Emanuele di Savoia ein.

## Veröffentlichungen
- zusammen mit Friederike Beck: Delitto senza castigo: La Vera Storia di Vittorio Emanuele. Aliberti, Reggio Emilia, 2011, ISBN 978-88-7424-735-6.